# Јанош Херцег
Херцег Јанош (Сомбор, 11. мај 1909 — Сомбор, 29.јануар 1995) био је писац, уредник и преводилац на мађарском језику.

## Живот и дело
Основну школу и гимназију похађа у свом родном граду. У 1929. години издаје часопис „Икс“, који је објављен само једанпут. 1932-1934. г. је службеник у штампарији у Сомбору, а затим сарадник часописа „Úј Хíрек” – “Нове вести”. 1936-1938 г. је уредник у издавачкој кући „Данте“ у Будимпешти.
Од 1939. г. је сарадник „Úј Хíрек” – “Нове вести”, а после и главни уредник за кратко време, а затим новинар у „Јутарњим новинама“ у Новом Саду. Од 1941. г. је директор Градске библиотеке у Сомбору. У време мађарске администрације је главни уредник „Каланђе“. После рата, до 1953. године је уредник Издавачке куће „Братство-јединство“ у Новом Саду. У два циклуса (1953-1955 и 1957-1977) је уредник Новосадског радија. 1955-1957. г. је главни уредник часописа „Мост“.
1977. г. је пензионисан и преселио се у Дорослово. Из Дорослова објављује своје радове у електронским и писаним медијима у Војводини. 1981. г. је изабран за члана Војвођанске академије науке и уметности. 1998. године у Дорослову, у знак сец́ања, оснивају књижевну награду „Херцег Јанош“.

## Научни рад
Рад Херцег Јаноша је био изузетно богат, мада осим једног периода у Пешти, стварао је углавном у уском географском подручју, што би се могло проширити једино још према Барањи (Батини). Одавде је кренуо и ту се и вратио са измишљених и стварних европских путовања, а путовао је на релацији Будимпешта и Београд, Нови Сад и Суботица; посетио је читаоце, људе које је интервјуисао и колеге писце. У међувремену је писао, из дана у дан, из недеље у недељу, писао је неуморно, истрајно и са посвец́еношћу готово седам деценија. Резултат овог невероватног рада је четрдесет написаних књига.
Поред романа, изразио се у свим жанровима прозе, у вец́ини случајева успешно, јер је био упознат са свим тајнама заната. Можемо рећи да му је главни жанр био есеј, али он је написао и дневничке белешке, портрете, рецензије, интервјуе, социографије, подлистке, есеје, историјске белешке, док су од књижевних врлина све више сец́ања заузела прво место, у мноштву жанрова које је користио прошлост је "поново створио", претворио у садашњост.
Херцег Јанош је био и јавна личност, публициста у најплеменитијем смислу те речи. "Ми смо мађарски писци, не можемо гледати равнодушно на развој судбине нашег народа", рекао је он, а и деловао је у том духу. На ногама је преживео преокрете судбине, промене система. Објашњење је видео у томе да је "пажљиво пливао против плиме, али је пливао против ..." Упркос уздржаности његових списа цензурисали су га, изоставили су његове радове уредници који су били опрезнији и од њега. Он је учинио више него ико за опстанак свог народа, али видећи распад и беспомоћ, неједном је искусио неадекватно индивидуално устрајање.

## Признања
- Октобарска награда Сомбора, 1961.
- Књижевна награда „Корнел Сентелеки”, 1972.[2]
- Књижевна награда „Хид”, 1978, 1980, 1990.
- Орден рада са црвеном заставом, 1980.
- Награда за животно дело Друштва књижевника Војводине, 1982.[2]
- Награда „Карољ Сирмаи”[2], за сабране кратке приче, 1986.
- Награда „Тибор Дери”, 1994.[2]

## Радови
Романи:
- Тó меллетт вáрос, 1937. – Град поред језера
- Сзиккадó фöлдекен, 1954. – На осушеној земљи
- Анна бúцсúја, 1955. – Анин опроштај
- Éг éс фöлд, 1959. – Небо и земља
- Икетáниа, 1987. - Икетанија
- Мóдосулáсок, 1989. - Измене
- Гоголанд, 1992. – Гоголанд

Кратке приче, есеји и студије :
- Папíрхајó, 1953. – Папирни брод
- Леáнyвáри левелек, 1959. – Писма из Леањвара
- Егy мег егy, 1968. – Један и један
- Кéт вилáг, 1972. – Два света
- Елőјáтéк,1975. - Предигра
- Тáвлаток, 1983. - Перспектива
- Öссзегyűјтöтт елбесзéлéсек И–III., 1986. – Сабране приче И-III.
- Китекинтő,1989. - Поглед
- Нyíлó идő, 1991. – Отворено време
- Рéги долгаинкрóл, 1993. – О старим стварима
- Муландóсáг, 1994. - Пролазност
- Öссзегyűјтöтт ессзéк, танулмáнyок И–II., 1999., 2001. - Сабрани есеји, студије И-II.

Песме:
- Киáлтáс а кöдбőл, 1970. – Крик из магле